# Timm Stütz
Timm Stütz (ur. w 1938 w Dreźnie) – niemiecki artysta fotograf, uhonorowany tytułami Artiste FIAP (AFIAP) oraz Excellence FIAP (EFIAP). Członek Okręgu Śląskiego Związku Polskich Artystów Fotografików. Członek honorowy Związku Polskich Fotografów Przyrody. Członek honorowy Szczecińskiego Towarzystwa Fotograficznego.

## Życiorys
Timm Stütz od początku lat 80. XX wieku mieszka i pracuje w Polsce, w Glinnej (gmina Stare Czarnowo). Jest współorganizatorem polsko-niemieckiej współpracy fotograficznej (IFO – Scanbaltic i Grupy 10). W 1983 roku został członkiem Szczecińskiego Towarzystwa Fotograficznego (od 2003 roku jest członkiem honorowym STF). W okresie od 1990 roku do 2003; przez kilka kadencji pełnił funkcję prezesa STF. W 1999 roku został członkiem honorowym Związku Polskich Fotografów Przyrody. W 2002 roku został przyjęty w poczet członków Okręgu Śląskiego Związku Polskich Artystów Fotografików (legitymacja nr 834). Jest autorem albumów fotograficznych i książek o tematyce marynistycznej oraz fotograficznej. Jest aktywnym uczestnikiem (prowadzącym) licznych warsztatów, spotkań, sympozjów fotograficznych.
Timm Stütz jest autorem i współautorem wielu wystaw fotograficznych; krajowych i międzynarodowych; indywidualnych, zbiorowych, poplenerowych, pokonkursowych. Brał aktywny udział w Międzynarodowych Salonach Fotograficznych, organizowanych pod patronatem FIAP, zdobywając wiele medali, nagród, wyróżnień, dyplomów, listów gratulacyjnych. Pokłosiem udziału w Międzynarodowych Salonach Fotograficznych (pod patronatem FIAP) było przyznanie Timmowi Stützowi (w 1993 roku) tytułu honorowego Artiste FIAP (AFIAP) oraz (w 2001 roku) tytułu honorowego Excellence FIAP (EFIAP) – nadanych przez Międzynarodową Federację Sztuki Fotograficznej FIAP, obecnie z siedzibą w Luksemburgu.

## Wybrana publikacje
- „Euroland czarno – biały”; album (2000);
- „Przemyślenie z fotografią”; album (2002);
- „Fotografieren wie unser Onkel”; poradnik (2005);
- „Fotografie”; album (2007)[21];
- „hand und fuss – HANDBUCH”; album (2015)[4];
- „Kraków á la HCB”; album (2016)[22];
- „Zapomniane zdjęcia – Vergessene Fotos”; album (2019)[23];
- „Szczecinianie / Stettiner 1980–2020”; album (2020)[24];

Źródło.